# Rosswandspitze
Die Rosswandspitze ist ein 3157 m ü. A. hoher Berg in den Zillertaler Alpen, südöstlich oberhalb von Mayrhofen in Tirol in Österreich.
Sie ist Teil des Ahornkamms, der sich von der Ahornspitze bis zum Zillertaler Hauptkamm an der italienischen Grenze erstreckt. Im Gratabschnitt zwischen Grundschartner und Vorderer Stangenspitze ist sie die höchste Erhebung. Die Rosswandspitze wurde 1852 im Zuge der Landesvermessung von Einheimischen erstbestiegen.

## Lage
| \| \|                                            |
| Lage der Rosswandspitze in den Zillertaler Alpen |
|                                                  |